# القوات المسلحة البرازيلية
القوات المسلحة البرازيلية وهي القوات الرسمية التي تدافع رسميا عن دولة البرازيل وتضم القوات البرية البرازيلية والقوات البحرية البرازيلية والقوات الجوية البرازيلية وتعتبر القوات المسلحة البرازيلية الأكبر في أمريكا اللاتينية ويبلغ عدد قواتها 327,710 فرد مسلح، والقائد الأعلى للقوات المسلحة يكون رئيس/ة جمهورية البرازيل، وتعتبر القوات البرازيلية أكبر 10 قوات دولية في العالم.